# Государственное агентство по антимонопольному контролю и надзору за потребительским рынком (Азербайджан)
Государственное агентство по антимонопольному контролю и надзору над потребительским рынком при Президенте Азербайджанской Республики (азерб. Azərbaycan Respublikasının Prezidenti yanında Antiinhisar və İstehlak Bazarına Nəzarət Dövlət Agentliyi) — государственный орган, ответственный за усиление конкуренции в сфере бизнеса, предотвращение и сокращение антиконкурентной деятельности. Он также обеспечивает государственный контроль за государственными закупками, техническим регулированием, управлением качеством, защитой прав потребителей.

## История
Государственный комитет по антимонопольной политике и поддержке предпринимательства был впервые создан в Азербайджане указом Президента № 3 от 23 июня 1992 года. Положение о комитете было утверждено в августе того же года.
В 2001 году Комитет был включен в состав Министерства экономического развития и получил название Департамента антимонопольной политики.
28 декабря 2006 года при Министерстве экономического развития была создана Государственная антимонопольная служба, на которую были возложены функции контроля за потребительским рынком.
В 2009 году была создана Государственная служба по антимонопольной политике и защите прав потребителей. На учреждение были возложены функции, связанные с антимонопольной деятельностью, предотвращением недобросовестной конкуренции, контролю за естественными монополиями, рекламой, потребительским рынком.
20 апреля 2018 года создано Государственное агентство по антимонопольному надзору и контролю за потребительским рынком, которое вошло в структуру Министерства экономики. В ведение службы был передан Государственный комитет по стандартизации, метрологии и патентам.
Решением от 23 октября 2019 года агентству вновь был присвоен статус государственной службы. 19 декабря 2019 года Государственная служба по антимонопольному надзору и контролю за потребительским рынком была включена в структуру Министерства экономики.
Государственное агентство по закупкам Азербайджана, созданное 16 мая 1997 года Указом Президента Азербайджанской Республики от 15 января 2016 года и реализующее государственную политику в области закупок товаров (работ и услуги) за счет государственных средств в Азербайджанской Республике, являлось центральным органом исполнительной власти. Агентство было распущено, его обязанности, функции и государственное имущество были переданы Государственной службе по антимонопольному контролю за потребительским рынком при Министерстве экономики Азербайджанской Республики.
12 мая 2020 года указом Президента Азербайджана утверждён устав Государственной службы.
23 декабря 2021 года главой Государственной службы назначен Мамед Аббасбейли.
27 августа 2024 года на базе Государственной службы по антимонопольному надзору и контролю за потребительским рынком при Министерстве экономики Азербайджанской Республики было создано Государственное агентство по антимонопольному надзору и контролю за потребительским рынком при Президенте Азербайджанской Республики. 12 февраля 2025 года соответствующим распоряжением Президента Азербайджана Эльнур Багиров был назначен председателем агентства.

## Направления деятельности
Согласно Уставу государственной службы, основными направлениями деятельности службы являются:
- участвовать в формировании государственной политики в соответствующей сфере и обеспечивать ее проведение;
- мероприятия по развитию соответствующей сферы;
- давать заключения и предложения по проектам нормативных правовых актов, регулирующих соответствующую сферу, и принимать участие в их разработке;
- участвовать в реализации государственной политики в сфере защиты прав и законных интересов потребителей; обеспечение качества потребительских товаров (работ, услуг), а также соблюдение норм и правил в сфере торговли, общественного питания, бытового и иных видов услуг; обеспечивать осуществление государственного контроля за качеством и безопасностью товаров (работ, услуг) на рынке; участвовать в осуществлении государственного контроля за качеством и безопасностью товаров (работ, услуг) на рынке;
- обеспечение реализации государственной политики в области стандартизации, метрологии, технического регулирования, подтверждения соответствия, аккредитации и управления качеством во взаимодействии с соответствующими государственными органами;
- осуществлять государственный контроль за рекламой (за исключением наружной рекламы);
- участвовать, наряду с соответствующими государственными органами, в реализации государственной цено-тарифной политики.

## Региональные отделения
Служба включает 8 региональных управлений: Абшеронское, Гянджа-Газахское, Шеки-Загатальское, Лянкяранское, Губа-Хачмазское, Аранское, Нагорно-Ширванское и Юхари-Карабахское.

## Подчиненные учреждения
Подчиненные учреждения Государственной службы:
- Азербайджанский институт стандартизации
- Азербайджанский институт метрологии
- Азербайджанский Аккредитационный Центр
- Центр экспертизы товаров народного потребления

## Деятельность
18 октября 2024 года принят государственный стандарт AZS 962:2024 «Системы управления «зелёным» бизнесом». Целью стандарта является минимизация негативного воздействия предприятий и организаций на окружающую среду, обеспечение рационального использования ресурсов и экологической ответственности. Стандарт стимулирует внедрение в организациях экологического финансового управления, формирование устойчивой цепочки поставок, обеспечение экологической устойчивости и экологических инноваций.
Агентство в рамках цифровизации занимается созданием электронной информационной системы конкуренции. Система будет осуществлять приём в электронном формате обращений потребителей и субъектов рынка, выдачу в электронном виде документов.

## Главы
- Мамед Аббасбейли[азерб.] (23 декабря 2021 — ?)
- Эльнур Багиров[азерб.] (с 12 февраля 2025)[13]

## Международные отношения
Государственная служба сотрудничает с международными институтами в целях обмена опытом по регулированию, применению и другим направлениям деятельности СНГ, ГУАМ, Европейская организация по аккредитации, Организация по аккредитации сотрудничества международных лабораторий (ILAC), Международная организация по стандартизации (ISO), Европейский комитет по стандартизации (CEN), Международная организация по законодательной метрологии (OIML), Межгосударственный совет СНГ по стандартизации, метрологии и сертификации (МСС), Институт стандартизации, стандартов и метрологии исламских стран (МИИС) и другими.
27 марта 2024 года подписан меморандум о взаимопонимании с Управлением по конкуренции Венгрии.